# Paulijevo izključitveno načelo
Páulijevo izključítveno načélo ali Páulijeva prepòved je kvantnomehansko načelo, ki zagotavlja, da dva nerazločljiva fermiona ne moreta istočasno zasesti istega kvantnega stanja, oziroma v atomu ne moreta imeti enakih vseh štirih kvantnih števil n, l, ml, ms (lege, vrtilne količine, mase, spina). Po stožji opredelitvi načela je skupna valovna funkcija dveh nerazločljivih fermionov antisimetrična glede na njuno izmenjavo. Pojem je uvedel Wolfgang Ernst Pauli leta 1925 in ga kasneje utemeljil po teoretični poti. Rečejo mu tudi »izključitveno načelo« ali »Paulijevo načelo«.
Paulijevo načelo velja le za fermione, delce, ki tvorijo antisimetrična kvantna stanja in imajo polovičen spin. Fermioni so protoni, nevtroni in elektroni - trije tipi osnovnih delcev, ki sestavljajo običajno snov. Paulijevo izključitveno načelo velja za mnogo različnih značilnosti snovi. Za delce kot sta foton in graviton Paulijevo izključitveno načelo ne velja, ker sta bozona - tvorita simetrična kvantna stanja in imata celoštevilčni spin.
Na podlagi članka o nerazločljivih delcih lahko Paulijevo izključitveno načelo izpeljemo enostavno. Fermioni iste vrste tvorijo popolnoma antisimetrična stanja, kar v primeru dveh delcev pomeni:
{\displaystyle |\psi \psi '\rangle =-|\psi '\psi \rangle \;.}
Če oba delca zasedeta kvantno stanje |ψ>, je stanje celotnega sistema |ψψ>. Potem velja:
{\displaystyle |\psi \psi \rangle =-|\psi \psi \rangle =0\;{\hbox{(oklepaj 0)}}}
in takšno stanje ne nastopi. To lahko posplošimo na primer z več kot dvema delcema.

### Posledice
Paulijevo izključitveno načelo je pomembno v mnogih fizikalnih pojavih. Eno od najpomembnejših je elektronsko lupinska zgradba atomov. Za ta primer je načelo izvirno tudi določeno. Električno nevtralen atom vsebuje mejne elektrone, katerih število je enako številu protonov v atomskem jedru. Ker so elektroni fermioni, jim Paulijevo izključitveno načelo prepoveduje, da bi zasedli ista kvantna stanja.
Poglejmo na primer nevtralni helijev atom, ki ima dva mejna elektrona. Oba od njiju lahko zasedeta stanja z najnižjo energijo (1s), kjer pridobita različna spina. To ne krši Paulijevega izključitvenega načela, ker je spin del kvantnega stanja elektrona in s tem elektrona zasedata dve različni kvantni stanji. Vendar ima lahko spin le dve različni vrednosti (oziroma lastni vrednosti). V litijevem atomu, ki vsebuje tri mejne elektrone, tretji elektron ne more zasesti stanja z najnižjo energijo (1s) in mora namesto tega zasesti prvo višje stanje 2s. Podobno imajo zaporedni elementi zaporedne lupine višjih energij. Kemične značilnosti elementov so v veliki meri odvisne od števila elektronov na najbolj oddaljeni lupini. Ta značilnost pojasni tudi periodno preglednico elementov.
Paulijevo načelo je odgovorno tudi za stabilnost snovi v velikem merilu. Molekul ne moremo poljubno stiskati skupaj, ker mejni elektroni vsake molekule ne morejo preiti v ista stanja kot elektroni drugih molekul. To je vzrok za odbojni člen r-12 v Lennard-Jonesovemu potencialu. Zaradi Paulijevega načela ne pademo skozi tla.
V astronomiji lahko najdemo še najbolj nenavaden prikaz tega pojava v obliki zvezd belih pritlikavk in nevtronskih zvezd. V obeh primerih atomsko zgradbo raztrgajo velike gravitacijske sile. Na snov deluje »degeneriran tlak«, ki ga določa Paulijevo izključitveno načelo. Ta nenavadna oblika snovi je znana kot degenerirana snov. V belih pritlikavkah degeneriran tlak elektronov raztegne atome narazen. V nevtronskih zvezdah, kjer so še večje gravitacijske sile, se elektroni spojijo s protoni in tvorijo nevtrone, kar proizvede še večji degeneriran tlak.
Ni pa še jasno, zakaj Paulijevo načelo velja in kje so fizikalne meje njegove veljavnosti.